# 島田フミカネ
島田 フミカネ（しまだ ふみかね、男性、1974年1月26日 - ）は、日本のイラストレーター。岡山県出身で上京した後、現在は故郷である岡山に帰省している。
“萌え絵師”としても知られ、2000年以降のいわゆるメカ少女ブームの火付け役となったクリエイターの一人で、同人活動および商業誌で発表された兵器少女シリーズはとらのあなやコナミからフィギュア化もされ人気を博している。また、メカ少女のコンセプトの基に制作されたアニメ作品『スカイガールズ』や『ストライクウィッチーズ』では主要なキャラクターおよびメカデザイン（原案）を担当している。
ペンネームの由来は「文金高島田」から。

## 作風
メカ少女デザインで有名だが、その画風は少女に機械系のアーマーを着せた在来のコスチュームタイプではなく、人と機械が融合・混合した独特のテイストを持つものである。
描かれるキャラクターの服装は、スカートなどの腰より下に履くものが少なく、代わりにそれらと上半身に着る衣服とが一体となったワンピース風のものであることが多い。また、露出した下着の股上が異常に浅いローレグ（フィクショナルな意味の方）が多いことでも知られる。
少女のイラストだけではなく、兵器やメカニックに関する造詣も深い。
またイラストレーターになる前は別業界の会社に10年ほど勤務をしていたという。なお子供の頃からガンダムなどのプラモデル作りが好きな「オタク」であり、それが興じてアニメ業界を目指す動機になったとインタビュー内でも語っている。

## 画集
- 『島田フミカネ ART WORKS』 出版：角川グループパブリッシング ISBN 978-4-04-854221-0
- 『島田フミカネ THE WORLD WITCHES』 出版：角川書店 ISBN 978-4041106006
- 『島田フミカネ ART WORKS OF STRIKE WITCHES』 出版：角川書店 ISBN 978-4041105993
- 『島田フミカネ THE WORLD WITCHES 2018』 出版：角川書店 ISBN 978-4041062104

## 主な参加作品

### 同人誌
- 幻の歩兵戦
- ストライクウィッチーズ アフリカの魔女（表紙イラスト）

### 商業誌
- MC☆あくしず（イラストコラムを連載中）
- オイレンシュピーゲル（キャラクターデザイン原案、ザ・スニーカー2004年12月号掲載版挿絵）

### アニメ
- スカイガールズ（コンセプチュアルメカデザイン、女性キャラクター原案）
- ストライクウィッチーズ（原作、キャラクターデザイン原案）
- ガールズ&パンツァー（キャラクター原案）[7]
- ブレイブウィッチーズ（原作、キャラクターデザイン原案）
- フレームアームズ・ガール（FAガールベースデザイン、キャラクターデザイン原案）
- ガンダムビルドダイバーズRe:RISE（メカニックデザイン）
- 連盟空軍航空魔法音楽隊ルミナスウィッチーズ（キャラクター原案）
- アリス・ギア・アイギス 〜ドキッ!アクトレスだらけのマーメイドグランプリ♡〜（キャラクターデザイン・メカニックデザイン原案）
- アリス・ギア・アイギス Expansion（キャラクターデザイン・メカニックデザイン原案）

### フィギュア
- メカ娘（キャラクターデザイン）
- 武装神姫（第1弾、第8弾、ライトアーマー第1弾、ゲーム同梱、第16弾、第18弾キャラクターデザイン）

### プラモデル
- フレームアームズ・ガール（キャラクターデザイン）
- メガミデバイス（キャラクターデザイン）

### ゲーム
- ハヤテのごとく!! ナイトメアパラダイス（「武装神姫ナギ」デザイン）
- ダライアスバースト（キャラクターデザイン）
- 艦隊これくしょん -艦これ-（大鳳[8]、ビスマルク、Z1：レーベレヒト・マース、Z3：マックス・シュルツ、プリンツ・オイゲン[9]、U-511 / 呂500[10]、グラーフ・ツェッペリン[11][12]キャラクターデザイン）
- 英雄*戦姫GOLD（一部キャラクターデザイン）
- 天華百剣 -斬- (小烏丸、三十二年式軍刀甲キャラクターデザイン)
- アリス・ギア・アイギス（キャラクターデザイン）
- 新サクラ大戦（伯林華撃団キャラクターデザイン）
- Fate/Grand Order（キャラクターデザイン）

### CD
- 先輩も後輩も幼なじみもツンデレで眠れないCD（キャラクターデザイン）

### その他
- MCTCG妖精伝承（カードイラスト）
- 月詠 TVアニメエンドカード（第7話）
- 艦隊これくしょん -艦これ- TVアニメアイキャッチイラスト（第12話）
- 自衛官募集ポスター（自衛隊滋賀地方協力本部による、『ストライクウィッチーズ』とのコラボレーション[15]）
- 自衛隊岡山地方協力本部公式キャラクター[16]